# Isfrido de Ratzeburg
Isfrido de Ratzeburg († 15 de junio de 1204, Ratzeburg, Schleswig-Holstein) fue un obispo de Ratzeburg. Es considerado santo por la Iglesia católica. 

## Biografía
En 1159, Isfrido fue nombrado presbítero de Jerichow antes de convertirse en sucesor de San Evermodo como segundo obispo de Ratzeburg, en 1179.
Durante su obispado, no cambió el género de vida mortificada y austera que llevaba hasta entonces, sino que quiso llevar a cabo al mismo tiempo sus obligaciones como obispo y las del verdadero religioso. Cuando ya era obispo tuvo lugar la destrucción, por un pavoroso incendio, del convento de su Orden en Floreffe, junto a Namur. Isfrido tomó a su cargo la restauración y posteriormente lo regresó a los religiosos. 
Su otra gran tarea fue la de continuar la evangelización de los Vendos, que ya había comenzado su predecesor san Evermodo, y a la que él dedicó grandes energías. Aun no siendo sencilla la tarea evangelizadora la llevó a cabo.
Murió el 15 de junio de 1204 y fue tenido enseguida como santo. La Orden Premonstratense obtuvo del papa Benedicto XIII en 1725, la aprobación del culto que se le venía dando.